# Делен
Делен (фр. Delain) насеље је и општина у источној Француској у региону Франш-Конте, у департману Горња Саона која припада префектури Везул.
По подацима из 2011. године у општини је живело 233 становника, а густина насељености је износила 19,1 становника/km². Општина се простире на површини од 12,2 km². Налази се на средњој надморској висини од 220 метара (максималној 268 m, а минималној 200 m).

## Демографија
| 1962. | 1968. | 1975. | 1982. | 1990. | 1999. | 2011. |
| ----- | ----- | ----- | ----- | ----- | ----- | ----- |
| 187   | 205   | 212   | 207   | 193   | 186   | 233   |